# Cây khổ hình

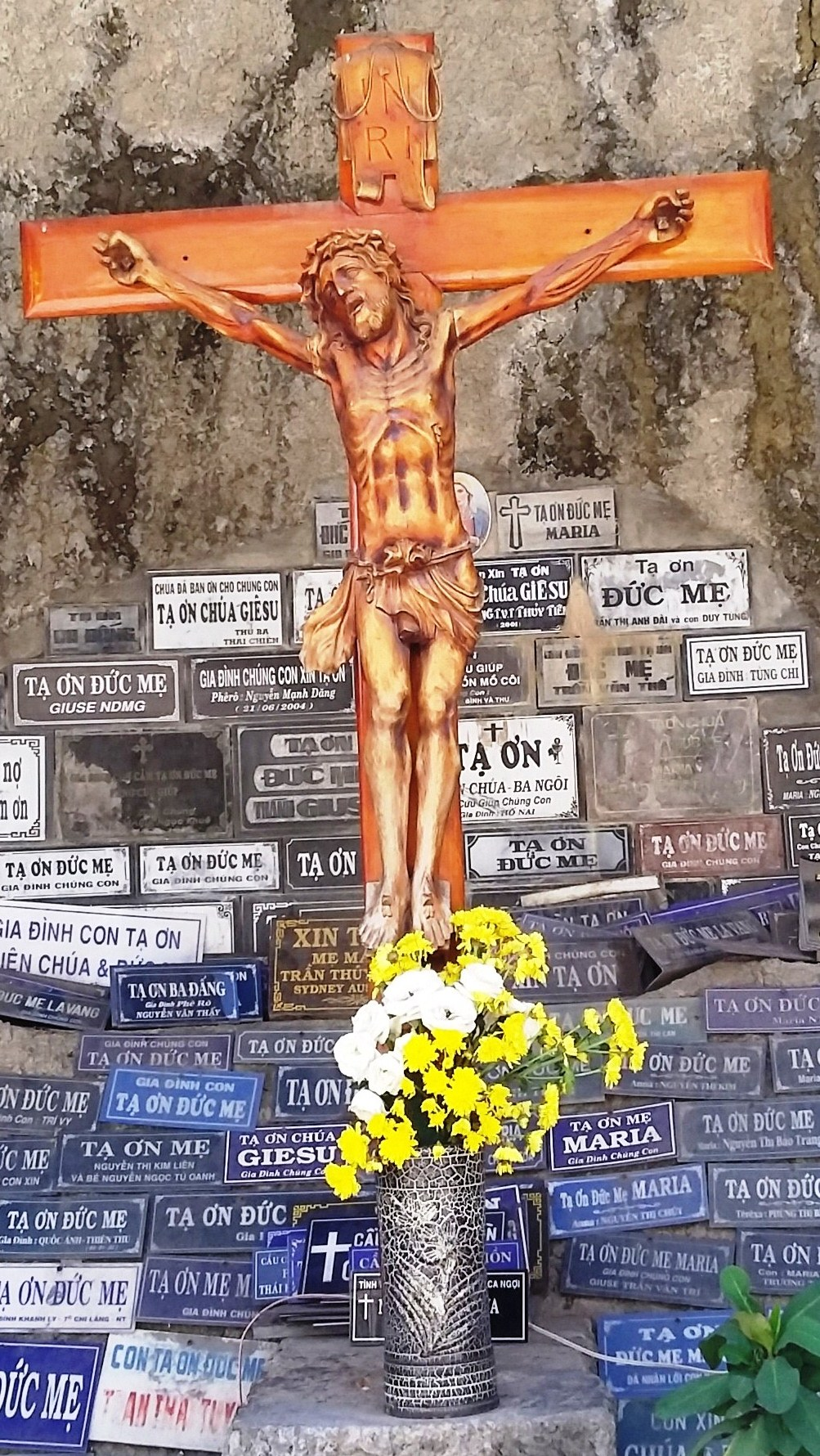
Tượng Chúa Giê-su trên cây khổ hình ở Nha Trang thuộc tỉnh Khánh Hòa

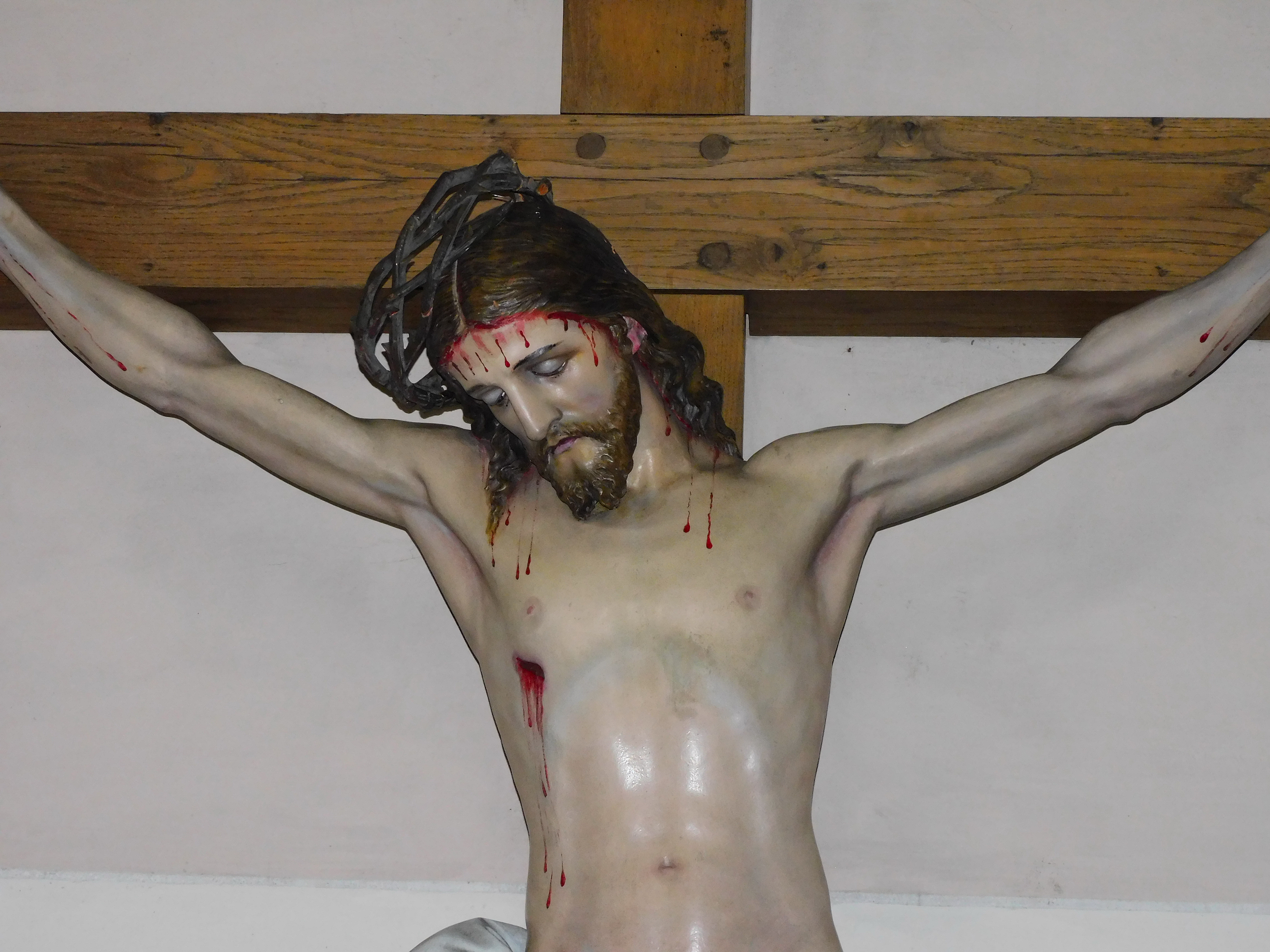
Điêu khắc cảnh Chúa Jesus tươm máu trên cây mộc hình, khắc họa sự chịu cảnh đày đọa thống khổ

Cây khổ hình (Crucifix) hay còn gọi là cây mộc hình hay Hình thập ác hay thánh giá (tiếng Latin: Cruci fixus nghĩa là một ai đó bị đóng vào cây thập giá) là một cây thập tự với hình ảnh Chúa Giê-su bị đóng đinh khổ hình treo trên đó. Cây khổ hình khác biệt với một cây Thánh giá đơn thuần ở chỗ nó miêu tả chính Chúa Giêsu bị treo trên thập tự giá, hình ảnh này được gọi bằng tiếng Anh là Corpus còn tiếng Latinh có nghĩa là cơ thể. Cây khổ hình là biểu tượng chính của nhiều nhóm Cơ Đốc nhân, tín hữu Kitô giáo và là một trong những hình thức phổ biến nhất của Sự kiện đóng đinh Chúa Giê-xu trong nghệ thuật. Nó đặc biệt quan trọng trong Giáo hội Công giáo, nhưng cũng được sử dụng trong Giáo hội Chính thống Đông phương, hầu hết Chính thống giáo Đông phương (ngoại trừ Giáo hội Armenian và Syria), Tin Lành, Anh giáo. Biểu tượng này ít phổ biến hơn trong các nhà thờ Tin lành và nhiều giáo phái khác, và trong Giáo hội Phương Đông Assyria và Giáo hội Tông truyền Armenia thì họ thích sử dụng một cây thánh giá không có hình Chúa Giêsu (Corpus).
Cây khổ hình nhấn mạnh đến sự chết của Chúa Giê-su—cái trên cây thánh giá, khắc họa cái chết của ngài khi bị chịu khổ hình đóng đinh vốn là điều mà những người theo đạo Cơ đốc tin rằng đã mang lại sự cứu chuộc cho toàn thể nhân loại. Hầu hết các cây thánh giá đều khắc họa Chúa Giêsu trên một chữ thập Latinh, thay vì bất kỳ hình dạng nào khác, chẳng hạn như Thánh giá Tau hoặc Thập giá Coptic. Những cây thánh giá lớn cao ngang trục trung tâm của một nhà thờ được biết đến là cây khổ hình hay cây mộc hình. Vào thời kỳ Hậu Trung Cổ đây là một đặc điểm gần như phổ biến của các nhà thờ Công giáo ở phương Tây nhưng giờ đây chúng trở nên hiếm. Các nhà thờ Công giáo La Mã hiện đại và nhiều nhà thờ Phản thệ thường có một cây khổ hình phía trên bàn thờ treo trên tường đối với việc cử hành Thánh lễ, Nghi thức La Mã của Giáo hội Công giáo yêu cầu rằng "trên hoặc gần bàn thờ phải có cây thánh giá có tượng Chúa Kitô chịu khổ hình đóng đinh".
Trong một số nhà thờ Cơ đốc giáo (đặc biệt là Nhà thờ Công giáo La Mã, Cộng đồng Anh giáo, Tin Lành, và Giáo hội Giám lý Liên hiệp) thì trong nghi thức Thánh lễ sẽ có một người được chỉ định mang vác cây thánh giá rước lễ, thập giá hoặc cây thánh giá/cây khổ hình của nhà thờ gọi là kẻ mang cây khổ hình (Crucifer), tên gọi này xuất phát từ tiếng Latin là crux (thập giá) và ferre (chịu, mang, vác). Do đó, nó có nghĩa đen là "kẻ vác thập tự giá", việc sử dụng thuật ngữ "cây khổ hình" phổ biến nhất trong các nhà thờ Anh giáo. Trong Nhà thờ Công giáo thuật ngữ thông thường là "kẻ vác thập tự giá". Hình ảnh cây khổ hình với tượng Chúa Giê-xu bị treo đóng đinh ngắc ngoải tươm máu cũng được đám đông rước lễ kiệu trong những dịp Lễ lớn, đặc biệt trong văn hóa Mỹ Latinh nơi mà Cơ Đốc giáo đóng vai trò ngự trị trong tôn giáo ở Mỹ Latinh. Trong thời kỳ Hội thánh sơ khai, nhiều Cơ Đốc nhân đã treo một thánh giá trên bức tường phía đông ngôi nhà của họ để biểu thị hướng cầu nguyện
Cầu nguyện trước cây khổ hình được coi là bí tích, thường là một phần của lòng sùng một đối với những người theo đạo Cơ Đốc hay những tín nhân Cơ Đốc, đặc biệt là những người thờ phượng tại nhà, cũng như một cách thức thờ phương riêng tư. Tín nhân sùng mộ đó đó có thể ngồi, đứng hoặc quỳ trước cây khổ hình, đôi khi nhìn nó với vẻ suy ngẫm, đau đáu hoặc chỉ cúi đầu lặng thinh không nói hoặc nhắm nghiền mắt trước cây khổ hình. Trong thời Trung Cổ, những cây khổ hình nhỏ, thường được treo trên tường cũng trở nên bình thường trong phòng giam hoặc nơi sinh hoạt cá nhân, đầu tiên là của các tu sĩ, sau đó là của tất cả các giáo sĩ, tiếp theo là ở nhà của giáo dân, lan rộng xuống từ tầng lớp thượng lưu của xã hội như những thứ này trở nên đủ rẻ tiền để một người bình thường có thể mua được để bày trí. Hầu hết các thị trấn đều có một cây khổ hình cở lớn được dựng lên làm tượng đài hoặc một ngôi đền nào đó ở ngã tư thị trấn. Dựa trên phong tục cổ xưa, nhiều người tín nhân Công giáo, tín nhân Luther và tín nhân Anh giáo treo một cây thánh giá trong nhà của họ và cũng sử dụng cây thánh giá làm tâm điểm của bàn thờ tư gia.